# MTV Video Music Award para Melhor Vídeo Latino
O MTV Video Music Award para Melhor Vídeo Latino (do original em inglês, MTV Video Music Award for Best Latin e, anteriormente, MTV Video Music Award for Best Latin Video) foi concedido pela primeira vez em 2010, sendo uma reformulação de uma categoria apresentada no extinto Los Premios MTV Latinoamérica, cuja última edição aconteceu em 2009.  
Chamado alternativamente de Artista Latino do Ano, o prêmio foi apresentado de 2010 a 2013 e tem sido novamente atribuído desde 2018 até ao presente. É destinado a premiar melhores produções audiovisuais de artistas de gêneros musicais latino-americanos, especialmente pop, reggaetón e trap. Apesar de a esmagadora maioria dos indicados ser proveniente de países latino-americanos (ou ter ascendência latino-americana), também já foram indicadas artistas de outras proveniências sem raízes latino-americanas, como Alejandro Sanz, Enrique Iglesias, Rosalía ou Billie Eilish. 
Em 2022, Anitta tornou-se a primeira brasileira a apresentar-se na cerimônia e a vencer o prêmio, pelo hit "Envolver". Atualmente, Anitta e J Balvin são os maiores vencedores deste prêmio, tendo cada um deles vencido três vezes. Balvin está empatado com Bad Bunny como os mais indicados da categoria, com oito indicações cada. Karol G é a artista feminina mais indicada, com sete indicações.
A única canção com uma porção considerável de versos em português a ser indicada nesta categoria foi "Danza Kuduro", colaboração de Don Omar com o franco-português Lucenzo.

## Vencedores e indicados
| Ano  | Vencedor(s)                                  | Indicados | Ref.  |
| ---- | -------------------------------------------- | --- | ----- |
| 2010 | Aventura                                     | - Camila - Daddy Yankee - Pitbull - Shakira - Wisin & Yandel |       |

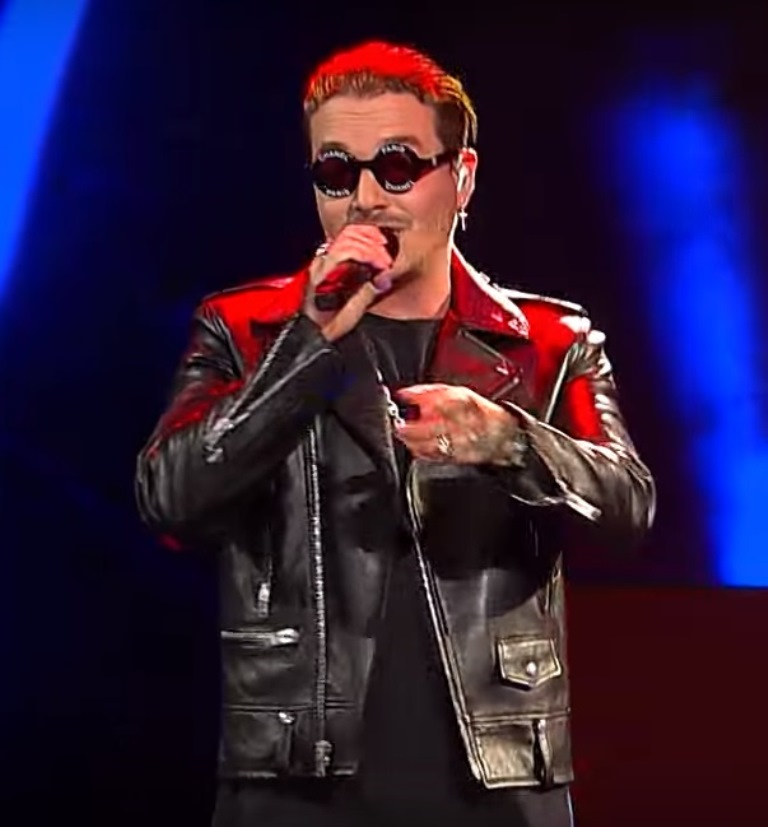
J Balvin é o maior vencedor masculino da categoria, com 3 prêmios e outras 4 indicações.

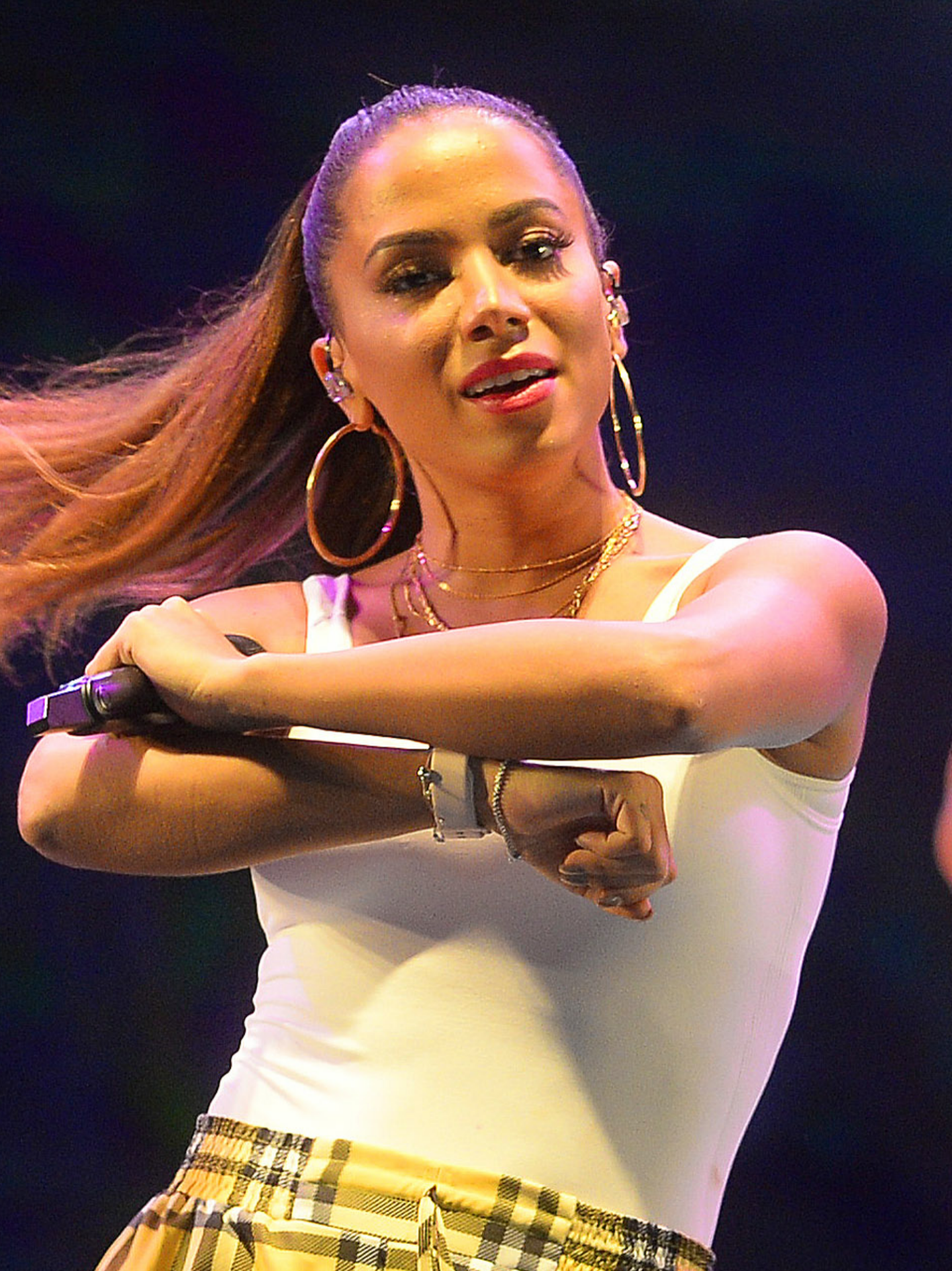
Anitta é a única vencedora brasileira desta categoria, tendo sido galardoada com o prêmio em 2022. 2023 e 2024. É, a par de J. Balvin, a única artista com vitórias consecutivas. É também a maior vencedora feminina e em geral, ao lado de J Balvin, do prêmio. Todas as vitórias de Anitta dizem respeito a videoclipes de canções cantadas integralmente ou maioritariamente em língua espanhola.

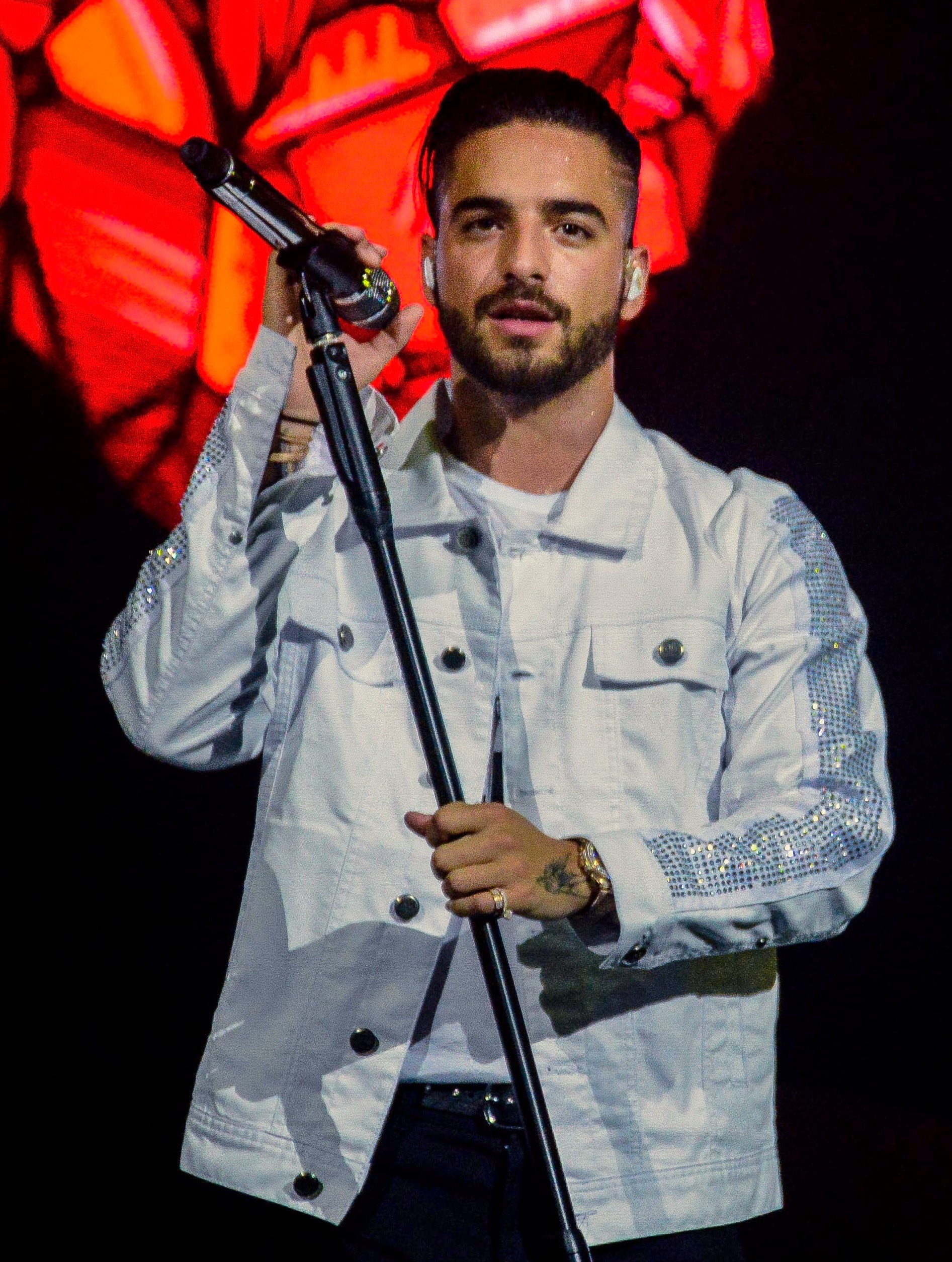
Maluma, vencedor em 2020 e indicado em 2018, 2019 e 2021.

| 2011 | Wisin & Yandel — "Zun Zun Rompiendo Caderas" | - Don Omar e Lucenzo — "Danza Kuduro" - Enrique Iglesias (com Ludacris) — "Tonight (I'm Lovin' You)" - Maná — "Lluvia al corazón" - Prince Royce — "Corazón sin cara"                                       |       |
| 2012 | Romeo Santos                                 | - Juanes - Jennifer Lopez - Pitbull - Wisin & Yandel |       |
| 2013 | Daddy Yankee                                 | - Don Omar - Jesse & Joy - Pitbull - Alejandro Sanz |       |
| 2018 | J Balvin – "Mi gente"                        | - Daddy Yankee – "Dura" - Luis Fonsi and Demi Lovato – "Échame la Culpa" - Jennifer Lopez (featuring DJ Khaled and Cardi B) – "Dinero" - Maluma – "Felices los 4" - Shakira (featuring Maluma) – "Chantaje" |       |
| 2019 | Rosalía e J Balvin — "Con altura"            | - Anuel AA e Karol G – "Secreto" - Bad Bunny (com Drake) – "Mia" - Benny Blanco, Tainy, Selena Gomez e J Balvin – "I Can't Get Enough" - Daddy Yankee (com Snow) – "Con calma" - Maluma – "Mala Mía"        |       |
| 2020 | Maluma (com J Balvin) – "Qué pena"           | - Anuel AA – "China" - Bad Bunny – "Yo perreo sola" - J Balvin – "Amarillo" - Black Eyed Peas – "Mamacita" - Karol G (com Nicki Minaj) – "Tusa"                                                             | [ 2 ] |
| 2021 | Billie Eilish e Rosalía – "Lo Vas a Olvidar" | - Bad Bunny e Jhay Cortez – "Dakiti" - J Balvin – "Un día (One Day)" - Black Eyed Peas e Shakira – "Girl Like Me" - Karol G – "Bichota" - Maluma – "Hawái"                                                  |       |
| 2022 | Anitta – "Envolver"                          | - Bad Bunny – "Tití Me Preguntó" - J Balvin e Skrillex – "In da Getto" - Becky G e Karol G – "Mamiii" - Daddy Yankee – "Remix" - Farruko – "Pepas"                                                          | [ 3 ] |
| 2023 | Anitta – "Funk Rave"                         | - Bad Bunny – "Where She Goes" - Eslabon Armado e Peso Pluma – "Ella Baila Sola" - Grupo Frontera e Bad Bunny – "Un x100to" - Karol G e Shakira – "TQG" - Rosalía – "Despechá" - Shakira – "Acróstico"      | [ 4 ] |
| 2024 | Anitta – "Mil Veces"                         | - Bad Bunny – "Monaco" - Karol G – "Mi Ex Tenía Razón" - Myke Towers – "Lala" - Anitta and Peso Pluma – "Bellakeo" - Rauw Alejandro – "Touching The Sky" - Shakira and Cardi B – "Puntería"                 | [ 5 ] |